# Rally do Cocido de 2018
El Rally do Cocido de 2018, oficialmente 24.º Rali do Cocido, fue la primera ronda de la temporada 2018 del Campeonato de España de Rally. Se celebró del 16 al 17 de marzo y contó con un itinerario de 13 que sumaban un total de 153 km cronometrados. El rally entra por primera vez en el calendario del campeonato de España.
Surhayen Pernía inscrito con el Hyundai i20 R5 oficial, tuvo que abandonar antes del arranque de la prueba, al sufrir un pequeño accidente por un problema en la caja de cambio durante la celebración del tramo de clasificación.
Iván Ares fue el ganador, que se impuso en siete tramos liderando gran parte de la prueba y sumaba su cuarta victoria particular en el Cocido. Iago Caamaño que marcó dos scratch y rodaba segundo en la clasificación sufrió una salida de pista que le obligó a abandonar. De esta manera Miguel Fuster, que llegó a liderar momentáneamente la prueba durante la mañana del sábado y rodaba en la tercera posición, se hizo con la segunda posición que conservó hasta el final. La tercera plaza y cuarta plaza la completaron Álvaro Muñiz con el Ford Fiesta N5 y Adrián Díaz con el Renautl Clio RS N5, pero fueron excluidos posteriormente por irregularidades técnicas en sus respectivos vehículos por lo que Félix Macias ascendía al tercer cajón del podio. En la Copa Suzuki, Daniel Berdomás y Mario González resultaron triunfadores mientras que Iago Gabeiras y Alejandro Cid lo hicieron en la división júnior.

## Itinerario
| Día   | Tramo | Nombre                    | Distancia | Hora  | Ganador             | Tiempo  | Veloc. media | Líder rally         |
| ----- | ----- | ------------------------- | --------- | ----- | ------------------- | ------- | ------------ | ------------------- |
| Día 1 | TC1   | Lalín (tramo espectáculo) | 1,65 km   | 21:00 | Iván Ares           | 1:37.0  | 61,2 km/h    | Iván Ares           |
| Día 2 | TC2   | A Estrada-Silleda         | 15,20 km  | 8:10  | Iván Ares           | 10:02.7 | 90,8 km/h    | Iván Ares           |
| Día 2 | TC3   | O Couto                   | 9,60 km   | 8:50  | Miguel Ángel Fuster | 6:31.9  | 88,2 km/h    | Miguel Ángel Fuster |
| Día 2 | TC4   | Saborida (TC Plus)        | 14,80 km  | 9:20  | Iván Ares           | 8:51.6  | 100,2 km/h   | Miguel Ángel Fuster |
| Día 2 | TC5   | A Estrada-Silleda         | 15,20 km  | 11:25 | Iago Caamaño        | 9:59.7  | 91,2 km/h    | Iván Ares           |
| Día 2 | TC6   | O Couto                   | 9,60 km   | 12:05 | Iván Ares           | 6:21.5  | 92,5 km/h    | Iván Ares           |
| Día 2 | TC7   | Saborida                  | 14,80 km  | 12:35 | Iago Caamaño        | 8:52.8  | 100 km/h     | Iván Ares           |
| Día 2 | TC8   | Saborida                  | 14,80 km  | 15:20 | Miguel Ángel Fuster | 9:08.8  | 97.1 km/h    | Iván Ares           |
| Día 2 | TC9   | Carballeda                | 12,70 km  | 16:10 | Iván Ares           | 8:57.6  | 85 km/h      | Iván Ares           |
| Día 2 | TC10  | Rodeiro-Dozón             | 15,15 km  | 16:50 | Iván Ares           | 9:42.3  | 913,7 km/h   | Iván Ares           |
| Día 2 | TC11  | Carballeda                | 12,70 km  | 19:05 | Miguel Ángel Fuster | 9:14.0  | 82,5 km/h    | Iván Ares           |
| Día 2 | TC12  | Rodeiro-Dozón             | 15,15 km  | 19:45 | Miguel Ángel Fuster | 10:09.3 | 89,5 km/h    | Iván Ares           |
| Día 2 | TC13  | Lalín (tramo espectáculo) | 1,65 km   | 20:25 | Iván Ares           | 01:39.7 | km/h         | Iván Ares           |

## Clasificación final
| Pos. | Piloto              | Copiloto             | Automóvil              | Tiempo     | Diferencia |
| ---- | ------------------- | -------------------- | ---------------------- | ---------- | ---------- |
| 1.   | Iván Ares           | José Antonio Pintor  | Hyundai i20 R5         | 01:41:50.3 | 0.0        |
| 2.   | Miguel Ángel Fuster | Ignacio Aviñó        | Ford Fiesta R5         | 01:42:17.6 | +0:27.3    |
| 3.   | Félix Macías        | Mónica Álvarez       | Subaru Impreza WRX STi | 01:47:24.4 | +2:25.1    |
| 4.   | Javier Pardo        | Adrián Pérez         | Suzuki Swift R+        | 01:48:25.5 | +3:34.2    |
| 5.   | Javier Bouza        | Iván Bouza           | Renault Clio RS        | 01:55:10.8 | +5:34.1    |
| 6.   | Daniel Berdomás     | Mario González       | Suzuki Swift           | 01:58:58.9 | +6:35.2    |
| 7.   | Óscar Gallego       | José Ángel Fente     | Suzuki Swift           | 01:59:14.6 | +13:20.5   |
| 8.   | Fernando Rico       | Sergio Martínez      | Suzuki Swift           | 01:59:45.3 | +17:08.6   |
| 9    | Iago Gabeiras       | Alejandro Cid        | Suzuki Swift           | 02:02:19.5 | +17:24.3   |
| 10.  | Juan Carlos Castro  | José Antonio Vázquez | Suzuki Swift           | 02:02:34.3 | +17:55.0   |